# 桜井源之助
桜井 源之助（さくらい げんのすけ、1876年（明治9年）6月7日 - 没年不詳）は、大日本帝国陸軍軍人。最終階級は陸軍少将。

## 経歴・人物
福岡県出身。1895年（明治28年）福岡県立尋常中学修猷館を経て、1896年（明治29年）11月陸軍士官学校第8期卒業。
1923年（大正12年）8月大佐に累進し、陸軍野戦砲兵学校教導連隊長、1924年（大正13年）2月陸軍野戦砲兵学校研究部主事。
1928年（昭和3年）8月少将に進み、鎮海湾要塞司令官。1930年（昭和5年）4月予備役。
1947年（昭和22年）11月28日、公職追放仮指定を受けた。